# Liste bekannter Persönlichkeiten der Technischen Universität Chemnitz
Die Liste soll – ohne Anspruch auf Vollständigkeit – einen Überblick über Personen verschaffen,
die mit der Technischen Universität Chemnitz und deren Vorläufer durch Ehrenwürden,
wissenschaftliche Arbeit und Lehre sowie als Absolventen verbunden sind.

## Vorsteher, Direktoren und Rektoren

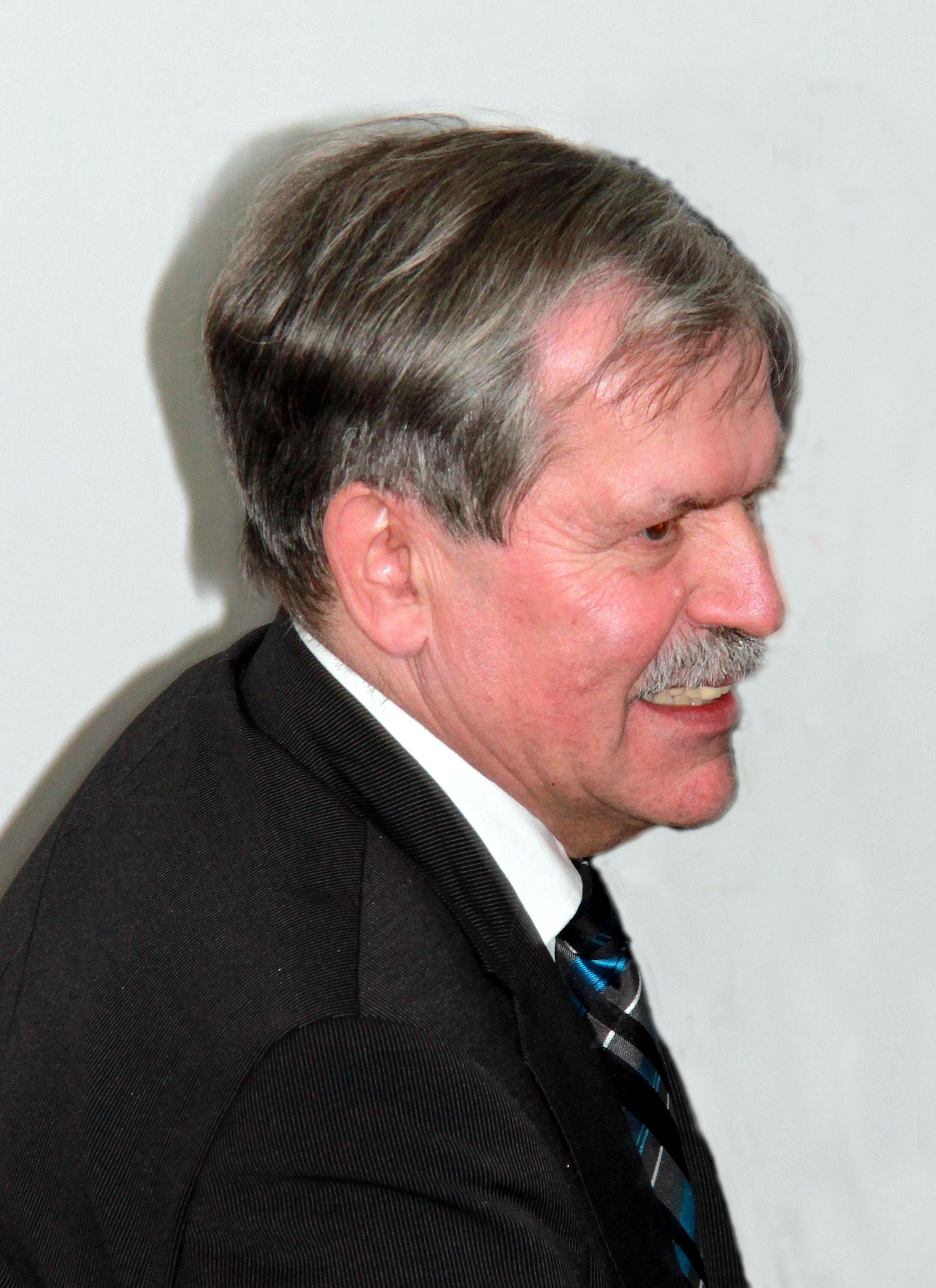
Klaus-Jürgen Matthes, von 2003 bis 2011 Rektor

- Christian Benjamin Schmidt (1836–1838)
- Eduard von Polenz (1838–1841)
- Julius Ambrosius Hülße (1841–1850)
- Georg Schnedermann (1850–1866)
- Eduard Theodor Böttcher (1866–1876)
- Hermann Oberreit (1876–1877)
- Gustav Wunder (1877–1885)
- Rudolph Berndt (1885–1908)
- Karl Mühlmann (1908–1920)
- Heinrich Oskar Wend (1920–1926)
- Paul Schimpke (1926–1945)
- Erich Körner (1945–1948)
- Herbert Seidel (1948–1951)
- Helmut Bremser (1951–1955)
- August Schläfer (1953–1959)
- Edgar Pietsch (1959–1961), nicht angetreten
- Gerhard Junghähnel (1959–1961), ad interim
- Willy Nebel (1961–1963)
- Hans Jäckel (1963–1969)
- Christian Weißmantel (1969–1973)
- Horst Weber (1973–1982)
- Manfred Krauß (1982–1989)
- Friedmar Erfurt (1989–1991)
- Günther Hecht (1991–1997)
- Christian von Borczyskowski (1997–2000)
- Günther Grünthal (2000–2003)
- Klaus-Jürgen Matthes (2003–2011)
- Arnold van Zyl (2012–2015)
- Gerd Strohmeier (seit 2016)

## Ehrensenatoren
- Ernst Schack (25. April 1960)
- Emil Rupp (1. Januar 1969)
- Kurt Gläser (1. April 1969)
- Paul Görlich (1. April 1969)
- Johannes Walther (1. März 1971)
- Hans Jäckel (6. April 1983)
- Willy Nebel (6. April 1983)
- Horst Weber (6. April 1983)
- Christian Weißmantel (6. April 1983)
- Kurt Müller (3. Dezember 1984)
- Rudolf Winter (15. November 1986)
- Eberhard Langer (1. Juli 1989)
- Manfred Krauß (10. Juli 1989)
- Fritz Thieme (22. September 1997)
- Edgar Heinemann (1. September 1998)
- Günther Hecht (28. Januar 1999)
- Hans Fehringer (16. Januar 2002)

## Ehrendoktoren
- Heinz Bethge (1984)
- Franz Gustav Kollmann (1994)
- Erich Loest (28. Juni 2001)
- José Manuel Barroso (8. Mai 2009)

## Hochschullehrer
- Ludwig von Auer (* 1966), Volkswirtschaftslehre
- Fritz Beckert (* 1925), Pädagogischer Psychologe
- Christian Bermes (* 1968), Philosophie
- Rudolf Boch (* 1952), Geschichte
- Dieter Bochmann (1938–2025), Elektrotechnik
- Albrecht Böttcher (* 1954), Mathematik
- Eduard Theodor Böttcher (1829–1893), Maschinenbau
- Hartwin Brandt (* 1959), Geschichte
- Ditmar Brock (1947–2020), Soziologie
- Peter-Klaus Budig (1928–2012), Elektrotechnik
- Josef Bugl (1932–2023), Technikfolgenabschätzung
- Reinhard Diestel (* 1959), Mathematik
- Werner Dilger (1942–2007), Informatik
- Gerhard Dohrn-van Rossum (* 1947), Geschichte
- Hans Dresig (1937–2018), Maschinenbau
- Peter Fey (1928–2015), Elektrotechnik
- Alfred Förster (1937–2018), Betriebswissenschaft
- Lothar Fritze (* 1954), Politikwissenschaft
- Jürgen Golle (* 1942), Musik
- Ludwig Gramlich (* 1951), Rechtswissenschaft
- Reiner Groß (* 1937), Geschichte
- Günther Grünthal (* 1938), Geschichte
- Fritz Helmedag (1953–2025), Volkswirtschaftslehre
- Rudolf Holze (* 1954), Elektrochemie
- Julius Ambrosius Hülße (1812–1876), Mechanische Technologie
- Eckhard Jesse (* 1948), Politikwissenschaft
- Klaus Dieter John (1952–2014), Volkswirtschaftslehre
- Steffen Kailitz (* 1969), Politikwissenschaft
- Joachim Käschel (* 1951), Wirtschaftswissenschaft
- Josef F. Krems (* 1954), Psychologie
- Frank-Lothar Kroll (* 1959), Geschichte
- Hans Lauter (1914–2012), Marxismus-Leninismus
- Henning Laux (* 1979), Soziologe
- Bernd Leistner (1939–2019), Literaturwissenschaften
- Harald Lönnecker (1963–2022), Historiker, Archivar und Jurist
- Peter Loos (* 1960), Wirtschaftsinformatik
- Klaus-Jürgen Matthes (* 1945), Maschinenbau
- Eckhard Meyer-Zwiffelhoffer (* 1955), Geschichte
- Dietmar Müller (* 1940), Elektrotechnik
- Bernhard Nauck (* 1945), Soziologie
- Friedrich Naumann (* 1940), Historiker
- Reimund Neugebauer (* 1953), Maschinenbau
- Beate Neuss (* 1953), Politikwissenschaft
- Anton Ohorn (1846–1924), Literaturgeschichte
- Christian Pentzold (* 1981), Kommunikations- und Medienwissenschaften
- Siegfried Prößdorf (1939–1998), Mathematik
- Miloš Řezník (* 1970), Geschichte
- Gustav Richter (1833–1884), Volkswirtschaft
- Knut Richter (* 1943), Wirtschaftswissenschaft
- Klaus Sachs-Hombach (* 1957), Philosophie
- Oliver Schmidt (* 1971), Physik
- Claus Scholl (1945–2015), Rechtswissenschaft
- Kajo Schommer (1940–2007), Gründungsmanagement
- Michael Schreiber (* 1954), Physik
- Astrid Schütz (* 1960), Psychologie
- Bernd Silbermann (* 1941), Mathematik
- Albert Soergel (1880–1958), Literaturgeschichte
- Alfons Söllner (* 1947), Politikwissenschaft
- Julius Adolph Stöckhardt (1809–1886), Agrikulturchemie
- Gerd Strohmeier (* 1975), Politikwissenschaften
- Hendrik Thoß (* 1969), Geschichte
- Johannes Volmer (1930–2015), Getriebetechnik
- Gerd-Günter Voß (* 1950), Soziologie
- Gert Wanka (* 1951), Mathematik
- Adolf Ferdinand Weinhold (1841–1917), Physik und Chemie
- Folker Weißgerber (1941–2007), Management
- Christian Weißmantel (1931–1987), Physik
- Bertram Winde (1926–2020), Physik
- Helmut Woll (* 1950), Wirtschaftspädagogik
- Eugen-Georg Woschni (1929–2022), Elektrotechnik
- Klaus Wucherer (* 1944)
- Cornelia Zanger (* 1953), Marketing und Handelsbetriebslehre
- Josef Lutz (* 1954), Elektrotechnik

## Absolventen
- Guido Uhlemann (1824–1904), Rittergutsbesitzer, Geheimer Ökonomierat und konservativer sächsischer Politiker
- Gotthilf Ludwig Möckel (1838–1915), Architekt
- Ewald Richard Klien (1841–1917), Eisenbahningenieur
- Paul Schreiber (1848–1924), Meteorologe und Erfinder
- William Lossow (1852–1914), Architekt
- Valerius Hüttig (1869–1934), Ingenieur
- Willy Pöge (1869–1914), Unternehmer, Pferde-, Rad- und Motorsportler
- Martin Hammitzsch (1878–1945), Architekt
- Rolf Frick (1936–2008), Hochschullehrer, Unternehmer und Politiker (FDP)
- Hans-Jörg Kannegießer (1943–2010), Ingenieur und Politiker (CDU)
- Bernd Steinbach (* 1952), Professor für Softwaretechnologie und Programmierungstechnik
- Christoph Scheurer (* 1956), Politiker (CDU),  Landrat des Landkreises Zwickau
- Stefan Winckler (* 1967), Politikwissenschaftler und Publizist
- Sahra Wagenknecht (* 1969), Politikerin, MdB
- Tim Peters (* 1973), Jurist, Politikwissenschaftler und EU-Beamter
- Anita Maaß (* 1976), Politikerin (FDP), Bürgermeisterin
- Carsten Linnemann (* 1977), Politiker (CDU), MdB
- Anja Herrmann (* 1980), Journalistin und Fernsehmoderatorin
- Jürgen Kretz (* 1982), Politiker (Bündnis 90/Die Grünen), MdB
- David Füleki (* 1985), Comiczeichner und Sachbuchautor